# 阿瑟奈
阿瑟奈（法語：Assenay）是法国奥布省的一个市镇，位于该省中南部，属于特鲁瓦区和特鲁瓦香槟都会城市圈公共社区，其市镇面积为3.42平方公里，2022年1月1日时人口数量为137人。
阿瑟奈是特鲁瓦香槟都会城市圈公共社区的组成部分，位于特鲁瓦市区以南16公里。

## 行政
阿瑟奈的邮政编码为10320，INSEE市镇编码为10013。

## 地理
阿瑟奈（48°10'57"N, 4°3'33"E）位于法国中北部偏东，大东部大区西南部和奥布省中南部。
与阿瑟奈接壤的市镇包括：龙斯奈、圣让德博讷瓦勒、维利勒布瓦、维伊勒马雷沙勒。
阿瑟奈属于塞纳河流域，境内地势平坦。
按照柯本气候分类法，阿瑟奈属于温带海洋性气候，全年温差较小，降水分布均匀。

## 历史
阿瑟奈长期为一个普通村落，13世纪时自圣让德博讷瓦勒堂区独立而成。

## 交通
奥布省省道D25线经过阿瑟奈境内。

## 政治
现任阿瑟奈市长为大卫·加尔内兰先生（David Garnerin）。

## 人口
| 年份   | 1936 | 1946 | 1954 | 1962 | 1968 | 1975 | 1982 | 1990 | 1999 | 2006 | 2011 | 2016 | 2017 |
| ------ | ---- | ---- | ---- | ---- | ---- | ---- | ---- | ---- | ---- | ---- | ---- | ---- | ---- |
| 人口數 | 56   | 44   | 38   | 43   | 46   | 64   | 63   | 77   | 95   | 142  | 151  | 146  | 146  |